# L'Escargot sur la pente
L'Escargot sur la pente (en russe : Улитка на склоне) est un roman de science-fiction d'Arcadi et Boris Strougatski. Publié en 1966, ce roman est une satire féroce de la soumission et de l'obéissance bornée qu'impose la bureaucratie russe de cette époque. L'Escargot sur la pente est ouvertement politique sous le masque de la fable de science-fiction.

## Édition française
- L'Escargot sur la pente, traduit par Michel Pétris, éditions Champ libre, 1972 (version incomplète)
- L'Escargot sur la pente, suivi de L'Inquiétude, traduit par Viktoriya Lajoye, éditions Denoël, collection Lunes d'encre, 2013 (texte intégral, suivi de la traduction d'une première version du roman).